# 後趙

後趙
趙

後趙の領域。

後趙（こうちょう、拼音: Hòuzhào、319年 - 351年）は、中国の五胡十六国時代に羯族の石勒によって建てられた国。国号は単に趙（ちょう）であるが、同時代に劉淵によって建てられた同じく国号を趙とする国があるために、劉淵の趙を前趙、石勒の趙を後趙と呼んで区別する。また、石氏の王朝のために石趙（せきちょう）とも呼ばれる。

## 歴史

### 建国期
後趙の始祖となる高祖石勒は羯人の出身であった。羯族は西晋時代になると并州（現在の山西省）の上党を中心とする河北一帯に入居し、経済的には牧畜を主としていたが自立できるほどの力は無く、漢族社会に雇われて依存していた。西晋で八王の乱が激しさを増した太安年間（302年から303年）に并州は大飢饉が発生して羯族は部族としては解体状態となった。石勒はこのため旧知の漢人を頼って生きながらえたが、間もなく并州刺史司馬騰による奴隷狩りを受けて山東に売られてしまい、漢人の奴隷となって耕作で扱き使われる運命になった。だが偶然から奴隷より解放されて自由の身となった石勒は、群盗の首領となって現在の河北省南部から河南省北部、山西省西部で略奪を繰り返して頭角を現した。八王の乱末期に成都王司馬穎配下の公師藩が自立すると、それに従っていたが、公師藩が戦死したため、山西に戻り匈奴や鮮卑の部族長に従って活動した。307年10月、漢（後の前趙）を興した劉淵が并州で勢力を拡大すると、他の部族長らと共に劉淵に帰順したため、劉淵から輔漢将軍・平晋王に封じられて漢の実力者として独自の軍事力を有するようになり、以後は劉淵に従ってその東方の支配を任されながら自身の勢力と地位を高めていく。
石勒は漢族名族の王弥と共に東方の支配を担当しながらも、308年末に鄴（現在の河南省臨漳県）を陥落させ、309年夏までに河北省南部の郡県を平定し、この際に張賓ら多くの漢人士人の人材を吸収して漢における勢力を著しく拡大した。311年に西晋を支えていた東海王司馬越（司馬騰の兄）が病死すると、その軍を襲撃して10万人を殺害し事実上西晋軍を壊滅させた。そして6月には劉曜や王弥と協力して洛陽攻撃に参加して西晋を実質的に滅ぼす功績も立て、直後には王弥を倒してその勢力も吸収した。だが西晋が滅んだとはいえ、その残党はなおも健在であり、石勒は西晋から自立して幽州（現在の河北省北部）で独自の勢力を形成した王浚と対立し、烏桓と手を結んで314年3月に滅ぼした。317年7月には鮮卑と手を結んで并州の劉琨に大勝し、劉琨は翌年に自滅したため、華北における西晋の残党は消え去り石勒は漢に服属した将軍ながら独自の勢力圏をますます拡大していった。
さて、石勒の武功により西晋を滅ぼして華北の覇者となった漢であるが、その漢では劉淵が死去し、跡を継いだ劉和もすぐに弟の劉聡に殺され、その劉聡は聡明な皇帝だったが華北の覇者になった頃から酒と女に溺れて英明を失い、外戚の政治介入を招いた。318年7月、劉聡が死去し、子の隠帝劉粲が跡を継ぐが、8月に外戚の靳準に殺される事件が起き、平陽における劉氏は虐殺されて漢は滅亡した。この反乱を12月に石勒は劉淵の族子の劉曜と共に鎮圧し、劉曜は皇帝に即位して趙と国号を改めて前趙を再興した。この混乱の中で東方に独自の勢力を築いていた石勒は、劉曜が長安に遷都して西を拠点にしたのを見ると、319年11月に自らは襄国で大単于・趙王を称して前趙から自立した。これが後趙の起源であり、華北はこうして西の前趙、東の後趙に分裂して対立状態となった。

### 華北の覇者へ
石勒は後趙の国力増強に力を注ぐ一方で、当時の北方が鮮卑により勢力拡大が阻まれていたため、その矛先を現在の河南省や山西省に向けた。とはいえこれも東晋として成立していた江南の西晋後継政権と衝突する事になり、321年にようやく河南方面を支配下に置いた。しかし西からは劉曜の下で勢力を拡大していた前趙の勢力が迫り、324年以降からは衝突が激しくなった。328年には劉曜が親征して洛陽に迫ったため、石勒も自ら親征して激戦を繰り広げ、石勒の従子の石虎の活躍で劉曜を捕縛して処刑し、石勒は勝利した。329年9月には劉曜の跡を継いだ劉煕を石虎に命じて殺害させ、前趙を滅ぼして山東から甘粛東部などにまで及ぶ華北の一帯をほぼ支配した事を背景にして、石勒は330年2月に趙天王に、9月には皇帝に即位した。
この勢力の前に、高句麗や鮮卑宇文部・前涼などは朝貢して臣従を誓い、後趙は華北の覇者として君臨した。石勒は333年7月に死去した。

### 石虎の時代
石勒の死後、皇位は次男で太子の石弘が継いで即位したが、石勒の下で華北平定に貢献した石虎が丞相・魏王・大単于として実権を奪い、10月までに反対派を粛清し、334年11月に石弘を廃し、後に殺した。石虎は335年9月に鄴に遷都した。
石虎は北方に控える鮮卑に対して攻勢に出て、338年12月に鮮卑段部の部族長段遼を敗走させて段部を滅ぼした。次に前燕を建国していた慕容部に対して攻撃したが、こちらは慕容恪の奇襲を受けて敗北し、340年10月には逆に前燕に侵攻されて高陽まで落とされるなど、段部の旧領から中原の一部までを失う敗北となった。西では前涼を343年と347年に攻撃、南方でも東晋と対峙した。しかしこれらの遠征はあまり成果は挙げられず、国力を消耗しただけであった。また、石虎の時代に後趙は内政的にも全盛期を迎えるが、石虎はそれをよい事に宮殿・都城造営を繰り返し、また女色に溺れるなどして、次第に国を傾かせた。
石虎の晩年になると、後趙では皇族間の権力闘争が激化し、348年4月に石虎の太子石宣が弟の石韜を殺害する事件が起こり、石虎は石宣を殺して石世を太子とした。349年1月に石虎は皇帝に即位したが、前年からの病が悪化して4月に死去した（殺害説もある）。

### 冉閔の乱と滅亡
石虎の死後、皇位は太子の石世が継いだ。しかし石虎より後事を託されていたにもかかわらず石遵は不満を持ち、石虎の養孫になっていた漢族の冉閔と協力して石世を廃して自ら皇位に即位した。だが石遵は冉閔を排除しようとしたため、司空の李農と共同して石遵を殺害し、今度は石鑑を擁立した。だが当然石鑑は傀儡であり、不満を抱いた彼は冉閔と李農の排除を画策し、さらに襄国に駐屯していた石鑑の弟の石祗も挙兵して、後趙は分裂状態に陥った。この混乱の中、後趙に服属していた氐族の苻洪や羌族の姚弋仲は離反していった。
冉閔・李農らは石氏一族の反発を見て、後趙内における漢族に呼びかけて20万人に及ぶ五胡の虐殺を決行し、350年閏2月には石鑑と石虎の孫38名を含む石氏一族を虐殺し、冉閔は国号を魏として姓を石から冉に戻して冉魏を建国した。
石鑑の死去を知った石祗は、350年3月に襄国で皇帝に即位し、351年2月には趙王と改号した。そして冉魏と抗争する。だが4月に冉閔に通じた部下の劉顕が石祗を殺害し、後趙は滅亡した。石虎が死去してからわずか2年にして4人の皇帝が即位し、皇室の内紛を続けた後趙の末路であった。

## 後趙の特徴
石勒は若い頃に流浪して奴隷や群盗になった経験があり、自己の部族集団などを持たなかった。このため、石勒十八騎を初めとする彼の建国を支えた人々は、胡族や漢人など様々な出自を持っており、石勒のカリスマで彼らをつなぎ止めていた。しかし、父ほどのカリスマを持たない石弘は父の死後にその集団を掌握できず、一族の中でもカリスマ性と強力な軍事力を持った石虎に皇位を奪われた。石虎の下で一度は安定を見せたものの、後継者問題でその権威を低下させ、父ほどのカリスマを持たない石世は父の死後にその集団を掌握できず、軍事力で皇位を奪った石遵も石勒・石虎のようなカリスマを確立出来ずに殺害された。冉閔が石鑑と共に後趙の皇族の殆どを殺害して新国家の建国を表明すると、後趙を支持する文武官や生き残った皇族が石祗を擁して正統性を唱え、カリスマ性を持つ冉閔と対立する展開となったが、石祗は冉閔に滅ぼされ、後趙を完全に滅ぼした冉閔もその隙を突いた前燕に滅ぼされることになった。後趙は石勒や石虎と言った個人の軍事力とカリスマ性に極度に依存して様々な民族を統合した国家であったためにそうした指導者を失うと国の統合は一気に揺らいだ。勿論、彼らもその問題点を認識して国家体制の確立を急いだものの、上手くいかなかったとされる。
また、石勒や石虎が他民族出身者を含めた異姓養子に迎えて宗室に迎えて一族の厚みを増す方針を取っている。これは「異姓不養」の中国（漢民族）の礼制とも胡族の血統原理とも合致しない独特の方針であった。しかも、石遵が石虎の異姓養子の子（養孫）である石閔（冉閔）に対して皇太子の地位を餌に権力奪取への協力を求めたことは、異姓養子にも潜在的な皇位継承権を持つという、特殊な皇統であった可能性を示している。しかし、前述の石遵の約束は反故にされ、それが冉閔のクーデターを引き起こして後趙の滅亡を招くことになった。
石勒・石虎は独自の官僚機構を整備して官吏任用法も制定した。これは石勒が皇帝に即位してからさらに促進され、石虎も諸制度を整備して襄国など各地に都城建設を推進して人口は600万に達したといわれる。また張賓など多くの漢人知識人を登用して八王の乱以来混乱していた華北を安定させ、積極的な移住政策を展開して華北の農業生産力も回復させている。
ただ石虎は都城建設と後宮の拡張を繰り返して経済的疲弊を招き、石虎の死後には帝室内部の対立を招いて4人の皇帝が擁立され、その上に五胡と漢族の間の民族紛争まで起こって後趙は崩壊したのであった。

## 羯族
石勒の出身で五胡のひとつとされる羯（けつ）族とは匈奴の一種であり、『魏書』列伝第八十三にて「その先は匈奴の別部で、分散して上党武郷の羯室に住んだので、羯胡と号した」とあり、『晋書』載記第四（石勒載記上）では「その先は匈奴の別部羌渠の冑（ちゅう：子孫）である」とあるように、かつて南匈奴に属した羌渠種の子孫が上党郡武郷県の羯室という地区に移住したため、この名がついたという。
これについて内田吟風は「羯とは中国人がつけた蔑称であり、彼らが羯室に住んだため、そこにちなんで羯（去勢した羊）という意味を含めて、羯と呼んだ」としている。また、E. G. Pulleyblankは「羯とはエニセイ語（古代テュルク諸語のひとつ）で石を意味するkhes, kitの音訳で、石氏の石はその意訳である可能性が強く、逆に羯室とは彼らが移住したためについた地名である」とした。
後に羯は匈奴および異民族を指す代名詞となる（羯鼓：かっこ）。

## 歴代皇帝
- 石勒（在位：319年 - 329年） - 「趙王」を自称する[3]。
- 天王石勒（在位：329年 - 330年） - 天王と称する[6]。

1. 高祖明帝（石勒、在位：330年 - 333年） - 皇帝と称する[6]。
2. 廃帝海陽王（石弘、在位：333年 - 334年）
3. 太祖武帝（石虎、在位：334年 - 349年） - 皇帝と称したのは349年1月から4月までの短期間で[8]、居摂趙天王（334年11月）、大趙天王（337年）を称した[6]。
4. 廃帝斉公（石世、在位：349年）
5. 廃帝彭城王（石遵、在位：349年）
6. 廃帝義陽王（石鑑、在位：349年 - 350年）
7. 新興王（石祗、在位：350年 - 351年） - 351年2月に趙王に改号[10]。

## 元号
1. 太和（328年 - 330年）
2. 建平（330年 - 333年）
3. 延熙（334年）
4. 建武（335年 - 348年）
5. 太寧（349年）
6. 青龍（350年）
7. 永寧（350年 - 351年）